# Dsungarische Pforte
Die Dsungarische Pforte ist eine Talebene und ein Gebirgspass (Alataw-Pass, Alatau-Pass, Alataw Shankou (chinesisch 阿拉山口, Pinyin Ālāshānkǒu, englisch Alataw Pass)) an der Grenze zwischen Ost-Kasachstan (Provinz Almaty) und Nordwest-China (Autonomer Bezirk Bortala der Mongolen im Westen des Uigurischen Autonomen Gebiets Xinjiang).
Die Pforte befindet sich zwischen dem Dsungarischen Alatau im Westen und den Gebirgszügen Birliktau und Mailytau im Osten. 
Durch das Tal und über den Pass verliefen seit dem Altertum die wichtigsten Handelswege zwischen dem Siebenstromland in Zentralasien und der Dsungarei in Xinjiang. Noch heute verläuft eine der beiden Bahnlinien, die Kasachstan und China verbinden, durch die Dsungarische Pforte. Für den Straßenverkehr hat sie jedoch keine Bedeutung mehr, da die beiden wichtigen Fernverkehrsstraßen durch zwei andere Ebenen im Süden und Norden des Alatau führen.
Die Dsungarische Pforte ist der westlichste Punkt der Xinjiang-Nordbahn von Ürümqi zum Bahnhof Alashankou.